# Vincenzo Pontolillo
Vincenzo Pontolillo (Melfi, 24 giugno 1938 – Roma, 17 dicembre 2021) è stato un dirigente d'azienda italiano.
Laureato in scienze politiche e specializzato in politica economica e monetaria, ha iniziato la sua attività nella Banca d'Italia nel 1963, arrivando ad assumere il ruolo di direttore centrale. È stato membro di consigli d'amministrazione di istituzioni quali la Banca europea degli investimenti, la Banca dei regolamenti internazionali, l'Ufficio italiano cambi, l'Associazione bancaria italiana e l'Istituto dell'Enciclopedia Italiana.
È stato presidente della Banca Fideuram e del Banco di Napoli, nonché presidente di Bonifiche Ferraresi, presidente di Sorgente Group Spa, membro del consiglio di amministrazione della Cassa di Compensazione e Garanzia e della Assonime. Ha insegnato economia monetaria alla Libera università internazionale degli studi sociali Guido Carli (Luiss) di Roma e pubblicato saggi di economia.

## Opere
- Gli investimenti industriali ed il loro finanziamento tramite gli istituti di credito speciale (1973)
- II finanziamento degli investimenti in abitazioni tramite gli instituti di credito speciale (1975)
- Il sistema di credito speciale in Italia (1980)